# Echoverleihung 2017
Die 26. Echoverleihung der Deutschen Phono-Akademie fand am 6. April 2017 in der Messe Berlin statt. Die Gala wurde von Xavier Naidoo und Sasha moderiert und zeitversetzt am 7. April 2017 im Fernsehsender VOX ausgestrahlt. Der Echo wurde in 22 Kategorien vergeben. Ende 2016 teilte die ARD mit, dass sie die Echoverleihung nicht mehr übertragen wird. Daraufhin sprang der Sender VOX ein, der gemeinsam mit dem Bundesverband Musikindustrie ein neues Konzept vorstellte. Danach wurden die Kategorien von 31 auf 22 verringert und jede nationale Kategorie bekam eine eigene Fachjury, die sich aus etwa 700 Vertretern des Bundesverbandes Musikindustrie und ehemaligen nationalen Echo-Gewinnern zusammensetzt. Ihr Urteil macht 50 Prozent aus, die übrigen 50 Prozent ergeben sich aus den Musikverkäufen und Chartplatzierungen. Sieger des Abends mit je zwei Auszeichnungen waren Udo Lindenberg, AnnenMayKantereit, Rag ’n’ Bone Man und Beginner. Marius Müller-Westernhagen wurde für sein Lebenswerk geehrt. Mit Wizkid wurde erstmals ein Nigerianer mit einem ECHO ausgezeichnet, insgesamt ist er nach Howard Carpendale (Südafrika) erst der zweite Afrikaner der einen ECHO Pop erhielt.
Insgesamt wurde die Fernsehaufzeichnung bei VOX von 1,28 Millionen Zuschauern verfolgt.

## Kritik
Im Vorfeld der Echoverleihung wurde sowohl Kritik an den Vergabekriterien als auch am Preis an sich laut. Redakteure der Zeitschriften Visions, Musikexpress und Der Spiegel lehnten es ab, in der Fachjury mitzuwirken, weil dort teilweise Künstler sitzen, die für sich selbst abstimmen können. Der Fernsehmoderator und Satiriker Jan Böhmermann kritisierte, dass beim Echo „zu oft seelenlose Kommerzkacke“ geehrt wird und widmete die Ausgabe der Sendung Neo Magazin Royale vom 6. April 2017 diesem Thema.

## Liveacts
Showacts (in der Reihenfolge ihres Auftretens):
- Rag ’n’ Bone Man – Human
- Adel Tawil feat. KC Rebell & Summer Cem – Bis hier und noch weiter
- Udo Lindenberg, Wolfgang Niedecken, Johannes Oerding, Henning Wehland und Daniel Wirtz – Einer muss den Job ja machen
- Tim Bendzko, Max Giesinger & Wincent Weiss – Hit-Medley (Wenn sie tanzt, Feuerwerk, Keine Maschine, 80 Millionen, Musik sein)
- Beth Ditto – Fire
- Xavier Naidoo & Sasha – Don’t Let the Sun Go Down on Me (Tribute zum Gedenken an die verstorbenen Musiker des Jahres)
- Die Toten Hosen – Unter den Wolken
- Beginner feat. Gentleman und Gzuz – Ahnma
- Linkin Park feat. Kiiara – Heavy
- Westernhagen – Freiheit

## Preisträger und Nominierte

### Künstler Pop national
Udo Lindenberg – Stärker als die Zeit
- Mark Forster – Tape
- Max Giesinger – Der Junge, der rennt
- Xavier Naidoo – Nicht von dieser Welt 2
- Westernhagen – MTV Unplugged

### Künstler international
Rag ’n’ Bone Man – Human
- Leonard Cohen – You Want It Darker
- Drake – Views
- Shawn Mendes – Illuminate
- Robbie Williams – The Heavy Entertainment Show

### Künstlerin Pop national
Ina Müller – Ich bin die
- Jamie-Lee – Berlin
- Lina – Official
- Oonagh – Märchen enden gut
- Kerstin Ott – Herzbewohner

### Künstlerin international
Sia – This Is Acting
- Beyoncé – Lemonade
- Imany – The Wrong Kind of War
- Rihanna – Anti
- Christina Stürmer – Seite an Seite

### Band Pop national
AnnenMayKantereit – Alles nix Konkretes
- The BossHoss – Dos Bros
- Die Lochis – #Zwilling
- Sportfreunde Stiller – Sturm & Stille
- Unheilig – Von Mensch zu Mensch

### Band international
Metallica – Hardwired…to Self-Destruct
- Disturbed – Immortalized
- The Rolling Stones – Blue & Lonesome
- Twenty One Pilots – Blurryface
- Volbeat – Seal the Deal & Let’s Boogie

### Rock national
Broilers – (sic!)
- Böhse Onkelz – Memento
- Frei.Wild – 15 Jahre Deutschrock & Skandale
- In Extremo – Quid pro quo
- Schandmaul – LeuchtFeuer

### Schlager
Andrea Berg – Seelenbeben
- Fantasy – Freudensprünge
- Maite Kelly – Sieben Leben für dich
- Klubbb3 – Jetzt geht’s richtig los!
- Vanessa Mai – Für Dich

### Volkstümliche Musik
Andreas Gabalier – MTV Unplugged
- Die Amigos – Wie ein Feuerwerk
- Dorfrocker – Heimat. Land. Liebe.
- Kastelruther Spatzen – Die Sonne scheint für alle
- Voxxclub – Geiles Himmelblau

### Hip-Hop/Urban national
Beginner – Advanced Chemistry
- Bonez MC & RAF Camora – Palmen aus Plastik
- Gzuz & Bonez MC – High & hungrig 2
- Kollegah – Imperator
- Shindy – Dreams

### Hit des Jahres
Drake feat. Wizkid & Kyla – One Dance
- Imany – Don’t Be So Shy
- Sia feat. Sean Paul – Cheap Thrills
- Stereoact feat. Kerstin Ott – Die immer lacht
- Alan Walker – Faded

### Album des Jahres
Udo Lindenberg – Stärker als die Zeit
- Andrea Berg – Seelenbeben
- Böhse Onkelz – Memento
- Metallica – Hardwired…to Self-Destruct
- The Rolling Stones – Blue & Lonesome

### Newcomer national
AnnenMayKantereit – Alles nix Konkretes
- Max Giesinger – Der Junge, der rennt
- Die Lochis – #Zwilling
- Kerstin Ott – Herzbewohner
- Stereoact – Tanzansage

### Newcomer international
Rag ’n’ Bone Man – Human
- The Chainsmokers – Paris, Something Just Like This, Don’t Let Me Down u. a.
- Imany – The Wrong Kind of War
- Twenty One Pilots – Blurryface
- Alan Walker – Faded, Alone, Sing Me to Sleep

### Dance national
Alle Farben – Music Is My Best Friend
- Gestört aber geil – Gestört aber geil
- Felix Jaehn – Jeder für Jeden, Bonfire, Ain’t Nobody (Loves Me Better)
- Schiller – Future
- Stereoact – Tanzansage.

### Produzent national
Andreas Herbig, Henrik Menzel und Peter „Jem“ Seifert für Udo Lindenberg – Stärker als die Zeit
- Eizi Eiz, Denyo, Tropf und FIDJIKRIS für Beginner – Advanced Chemistry
- Tobias Kuhn für Clueso – Neuanfang
- Ralf Christian Mayer für Mark Forster – Tape
- Moses Schneider für AnnenMayKantereit – Alles nix Konkretes

### Kritikerpreis national
Beginner – Advanced Chemistry
- Antilopen Gang – Anarchie und Alltag
- Drangsal – Harieschaim
- Moderat – III
- Roosevelt – Roosevelt

### Bestes Video (national)
Von Wegen Lisbeth – Bitch (Regie: Doz Zschäbitz)
- Beginner – Ahnma (Regie: David Aufdembrinke)
- Beginner – Es war einmal (Regie: David Aufdembrinke)
- Casper feat. Blixa Bargeld, Dagobert & Sizarr – Lang lebe der Tod (Regie: Christian Alsan)
- Moderat – Eating Hooks (Regie: Måns Nyman & Honza Taffelt)

### Würdigung des Lebenswerkes
Marius Müller-Westernhagen
Laudator: Olli Dittrich

### Würdigung für soziales Engagement
Viva con Agua
Stellvertretend entgegengenommen von Gentleman, Michael Fritz und Fetsum
Laudator: Campino

### Partner des Jahres
Popakademie Baden-Württemberg

### Handelspartner des Jahres
Musikabteilung von Dussmann das KulturKaufhaus

### Echo-Sonderpreis
Lutz Neugebauer, Musiktherapeut in Witten und Repräsentant der Nordoff-Robbins-Musiktherapie